# Sigyn (voornaam)
Sigyn of Sigunn is een meisjesnaam afkomstig uit de Noordse mythologie. De mythologische Sigyn was de vrouw van de asengod Loki.
De naam betekent "schenker van de overwinning".